# Bangu AC

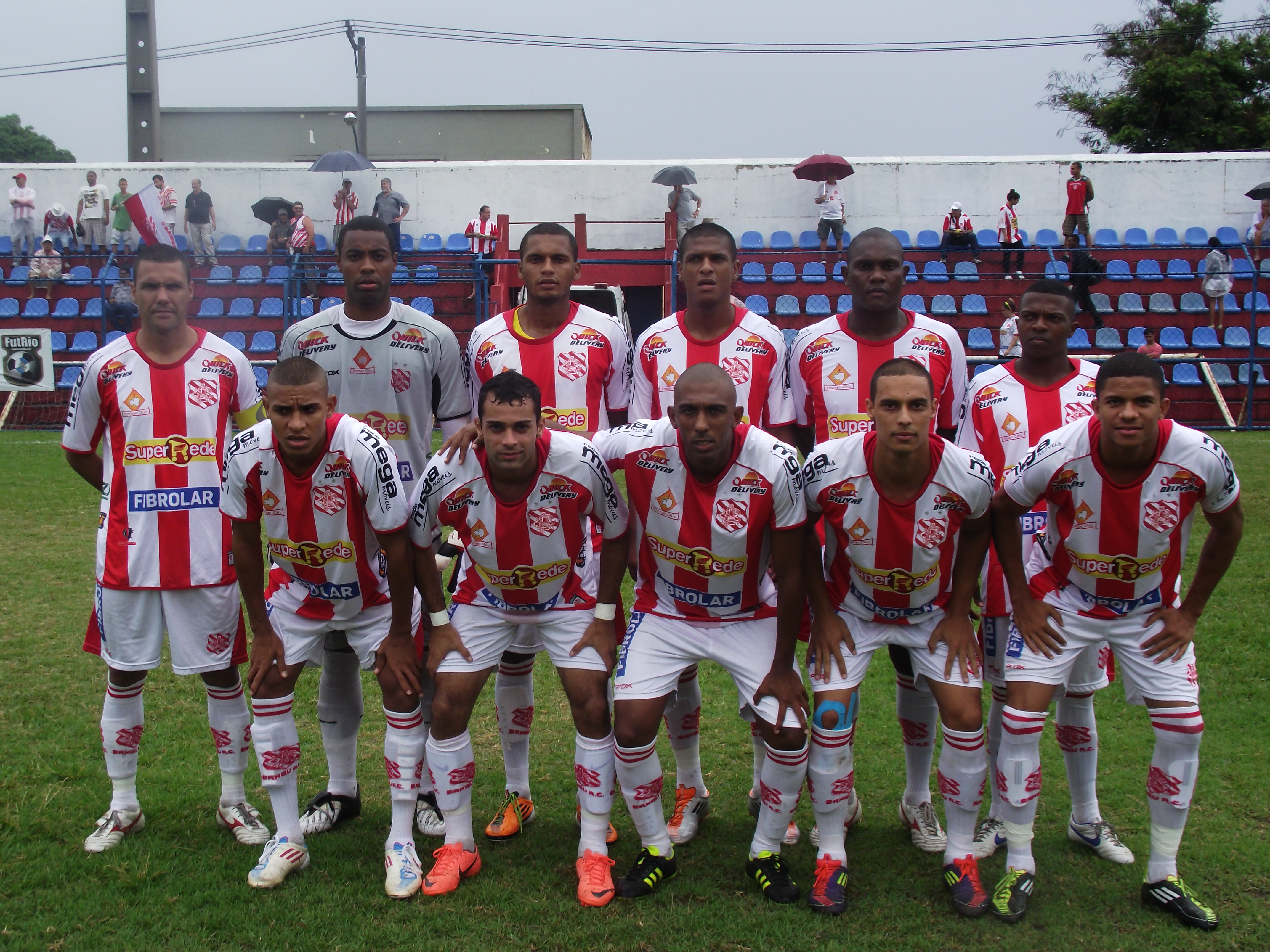
Team van 2012

Bangu Atlético Clube is een Braziliaanse voetbalclub uit de wijk Bangu in Rio de Janeiro. Het is de zesde club van de stad.

## Geschiedenis

### Campeonato Carioca
De club werd in 1904 opgericht door Engelse werknemers van de Fábrica Bangu, in het zuidwesten van Rio de Janeiro. Een aantal Britten die in de fabriek werkten namen het voortouw. De club liet al snel mulatten en Afro-Brazilianen toe, wat in die tijd niet gebruikelijk was. Op 24 juli werd de eerste wedstrijd gespeeld tegen Rio Cricket en werd verloren met 5-0. In 1905 was de club medeoprichter van de eerste voetbalbond van Rio. Een jaar later werd het eerste Campeonato Carioca gespeeld, de staatscompetitie van de toenmalige Braziliaanse hoofdstad. De eerste wedstrijd in de competitie werd gewonnen tegen Football & Athletic, echter werd deze club laatste. De club won ook de terugwedstrijd, met 0-7 en ook een keer tegen Botafogo FC, alle andere wedstrijden werden verloren en de club eindigde voorlaatste. Pas in 1912 speelde de club opnieuw in de hoogste klasse van de staatscompetitie. Na twee seizoenen degradeerde de club en kon nu de afwezigheid tot één seizoen beperken. In 1916 had de club voor het eerst succes. Samen met Botafogo eindigden ze op de tweede plaats achter America. De clubs speelden een play-off om de tweede plaats die Botafogo won. De volgende jaren was de club slechts een onopvallende middenmoter in de compeitite.
De jaren dertig begonnen goed met een nieuwe derde plaats in 1931. In 1933 kwam er na onenigheid een tweede bond die ook een competitie oprichtte. Botafogo kon nu voor het eerst zegevieren in de competitie, waaraan evenzeer de sterke clubs Fluminense, Flamengo, America en Vasco da Gama aan deelnamen. Datzelfde jaar vond het allereerste Torneio Rio-São Paulo plaats, een toernooi voor de beste clubs van Rio de Janeiro en de staat São Paulo. Bangu werd hier vierde en was hiermee het beste team uit Rio. Pas vanaf de jaren vijftig werd dit toernooi jaarlijks gespeeld. De volgende jaren gingen de resultaten weer bergaf met een laatste plaats in 1940 als dieptepunt. De jaren veertig waren al niet veel beter, pas in 1948 kon de club nog eens een degelijk resultaat voorleggen, toen ze vijfde werden. Het volgende jaar werd die plaats herhaald en in 1950 werd de club zelfs derde. Ook 1951 was een topjaar voor de club. Er kwam een nieuwe deelname aan het Torneio Rio-São Paulo waar de club derde werd achter Palmeiras en Corinthians. In het Campeonato Carioca streed de club volop mee om de titel. Op de laatste speeldag trof de club concurrent Fluminense dat twee punten meer telde. Bangu won en kwam op gelijke hoogte waardoor er twee beslissende extra wedstrijden kwamen in het nog fonkelnieuwe Maracanã. Voor 60.000 toeschouwers scoorde Orlando de Pingo Ouro voor Fluminense. In de terugwedstrijd vloerde Telê Santana Bangu twee keer waardoor Fluminense kampioen werd.
In de jaren vijftig speelde Zizinho zeven jaar voor de club, een van de grootste spelers in de clubgeschiedenis. De club herviel echter in het middenmootpatroon en kon enkel in 1954 nog eens van zich laten spreken met een derde plaats. Aan het Torneio Rio-São Paulo mocht de club niet meer deelnemen, daar namen enkel de vijf grootste teams uit de stad aan deel. Vanaf 1963 ging het weer goed met de club toen ze derde eindigden. In 1964 eindigde de club samen met Fluminense eerste en verloor daarna de beslissende finale om de titel. Ook het jaar erop greep de club naast de titel, die ze aan Flamengo moesten laten. Driemaal is scheepsrecht en in 1966 streed de club opnieuw mee om de titel. Het lot wilde dat Bangu op de laatste speeldag tegen rechtstreekse concurrent Flamengo speelde. Bangu had twee punten voorsprong en had aan een gelijkspel genoeg om kampioen te worden. Dankzij goals van Ocimar, Aladim en Paulo Borges won de club verdiend de titel met vier punten voorsprong op de eerste achtervolger. De wedstrijd eindigde wel met rellen door vechtersbaas Almir Pernambuquinho, die erom bekendstond graag ruzie te maken. Het jaar erop had de club opnieuw de titel binnen handbereik en weer werd deze op de laatste speeldag beslist tegen de rechtstreekse concurrent, nu Botafogo. Bangu had één punt voorsprong en dus aan gelijkspel genoeg om de titel te verlengen, maar Botafogo won met 2-1 en wipte zo over de club. Hierna werd de club opnieuw een grijze muis in de competitie.
In 1970 speelde de club in het eigen Moça Bonita een wedstrijd tegen het nationale elftal voor 32.000 supporters, een stadionrecord. Het eindigde 1-1 tegen de latere wereldkampioenen van dat jaar. Het zou tot 1980 duren vooraleer Bangu nog eens in de top vier zou eindigen. Door de magere jaren zeventig speelde de club bijna niet op nationaal niveau. In 1983 eindigde de club over de twee toernooien gespreid op een eerste plaats en plaatste zich voor de finaleronde met Flamengo en Fluminense, waar de club derde werd. Twee jaar later was de club opnieuw de beste na twee toernooien en kon het ook nu niet waarmaken in de finaleronde, waar ze tweede eindigden achter Fluminense. Dat jaar werd de club ook vicekampioen in de Série A.
In 1987 won de club de Taça Rio en stond in de totaalstand tweede achter Vasco da Gama. In de finaleronde met Vasco en Flamengo verloor de club echter beide wedstrijden. Het zou de laatste keer zijn dat de club zo dicht bij een titel was. In de jaren negentig eindigde de club slechts twee keer in de top vier. In 2004 eindigde de club laatste in de competitie, waardoor de club na 92 jaar afscheid moest nemen van de hoogste klasse.
In de tweede divisie van het Campeonato Carioca deed de club van meet af aan mee voor de promotie, maar moest deze uiteindelijk aan Nova Iguaçu laten. Nadat de volgende twee seizoenen erg middelmatig verliepen werd de club in 2008 overtuigend kampioen en keerde zo terug in de hoogste klasse. Bij de terugkeer eindigde de club op een respectabele zesde plaats en kwalificeerde zich voor de Série D ,maar verzaakte aan deelname hiervoor. In 2011 eindigde de club in de Taça Guanabara laatste in zijn groep terwijl ze in de Taça Rio eerste werden. In de halve finale werd de club dan met 2-4 verslagen van Botafogo. In de totaalstand eindigde de club slechts twee punten boven de degradatiezone. De volgende jaren eindigde de club zoals vanouds weer in de middenmoot.

### Nationaal niveau
In 1960 en 1961 nam Bangu deel aan de International Soccer League, een internationaal toernooi waaraan ook vele Europese clubs deelnamen. Bangu zat in een groep met gerenommeerde namen als Rode Ster Belgrado, Rapid Wien, Sampdoria, Sporting Lissabon en IFK Norrköping en werd groepswinnaar. In de finale nam de club het op tegen het Schotse Kilmarnock en werd zo de eerste winnaar van het toernooi. Ademir werd uitgeroepen tot speler van het toernooi. Het toernooi gold als een onofficieel wereldkampioenschap. Als titelverdediger was de club ook in 1961 van de partij en eindigde nu tweede in zijn groep achter de Engelse club Everton.
In 1967 nam de club als Houston Stars deel aan de United Soccer Association. Datzelfde jaar nam de club ook voor het eerst deel aan een competitie op nationaal niveau. Het Torneio Roberto Gomes Pedrosa werd ingevoerd als opvolger van het Torneio Rio-São Paulo, aangevuld met de sterkste clubs uit enkele andere staten. In het eerste seizoen werd Bangu vierde in zijn groep en in het tweede seizoen zesde. Hierna werd de club vervangen door America, dat in de laatste twee edities speelde.
Vanaf 1971 werd de huidige competitie ingevoerd, wat nu de Série A is. In de begindagen mochten alle staatskampioenen en de sterkste teams uit de staatscompetities deelnemen, maar omdat Bangu in de jaren zeventig slechts middelmatig presteerde in het Campeonato Carioca, speelde het team pas in 1978 in de Série A. De club miste op een haar na de derde fase door een slechter doelsaldo dan Americano. Twee jaar later speelde de club in de Série B van 1980 en werd groepswinnaar en kon in de play-off winnen van Uberlândia. Dat jaar was het opzet nog dat vier clubs tijdens het seizoen nog overgeheveld werden naar de tweede fase in de Série A. Hier kwam de club echter in een zware groep met Flamengo, Palmeiras en Santa Cruz en werd laatste. Het volgende seizoen bereikte de club de tweede groepsfase.
In 1982 bereikte de club de knockoutfase, waar ze São José uitschakelden. In de kwartfinale stond de club tegenover Corinthians. Na een 0-1 nederlaag won de club de terugwedstrijd met 2-1, maar volgens de regels ging de club met het beste resultaat in de competitie door en ging Corinthians naar de volgende ronde. In deze tijd waren enkel de staatskampioenen zeker van een plek in de Série A en de traditieclubs die al jaren goed presteerden. Ondanks een uitstekend resultaat in het Campeonato Carioca kreeg America in 1983 de voorkeur op Bangu en moest de club in de Série B spelen waar geen noemenswaardig resultaat behaald werd. In 1984 was de club er wel weer bij, maar werd in de eerste ronde uitgeschakeld. Datzelfde jaar nam de club deel aan de Presidents Cup 1984, een internationaal voetbaltoernooi dat georganiseerd werd in Zuid-Korea. De club zat in een groep met Hallelujah, Cercle Brugge en Thailand. De club werd groepswinnaar en versloeg in de halve finale Bayer 04 Leverkusen na penalty's. In de finale kwamen ze opnieuw uit tegen Hallelujah, die ze met 1-2 versloegen.
Een absoluut hoogtepunt in de clubgeschiedenis kwam er in 1985. De 44 teams werden in vier groepen verdeeld. Bangu werd groepswinnaar in de eerste ronde, al was er geen enkel topteam in deze poule, en plaatste zich zo voor de tweede fase. Ook in de terugronde werd Bangu groepswinnaar, waardoor tweede plaats Brasil de Pelotas mee naar de tweede fase mocht. In de tweede fase had de club met Internacional en Vasco da Gama wel twee topteams in de poule en nog het kleine Mixto. Met een tien op twaalf werd de club verdiend groepswinnaar en plaatste zich voor de halve finale waarin Brasil de Pelotas in twee keer opzij gezet werd. In de finale wachtte Coritiba. Na negentig minuten stond het 1-1 waardoor er verlengingen gespeeld werden en uiteindelijk strafschoppen genomen werden. Beide teams trapten alle strafschoppen binnen waardoor er verdergegaan werd tot een club miste. Banguspeler Ado miste en Coritiba pakte zo de titel. De vicetitel leverde wel een ticket op voor de Copa Libertadores van 1986 waarin de club samen met Coritiba in een groep ingedeeld werd met de Ecuadoraanse teams Barcelona en Deportivo Quito. Bangu kon twee keer gelijk spelen en eindigde laatste. In de Série A dat jaar werd de club in de tweede ronde uitgeschakeld. In 1987 gingen niet alle clubs akkoord met het competitieformat waardoor er een nieuwe competitie kwam, de Copa União. Bangu werd in de gele module ingedeeld en bereikte de halve finale tegen Sport do Recife. Nadat de club met 3-2 de heenwedstrijd won verloor Bangu de terugwedstrijd met 3-1 en was uitgeschakeld.
Het rijk van de vele clubs eindigde in 1987. Vanaf 1988 werd er grondig gesnoeid in het aantal deelnemers. Bangu was nog een van de 24 clubs en eindigde op de 21ste plaats en degradeerde. America werd laatste dat jaar, het was de laatste keer dat Rio de Janeiro zes clubs in de hoogste klasse had en zowel Bangu als America zouden nooit meer terugkeren naar de Série A. Het volgende jaar speelde de club zonder succes in de Série B en een jaar later zelfs al in de Série C. De volgende jaren speelde de club nog in de Série B. Van 1996 tot 1998 speelde de club niet op nationaal niveau. In 1999 speelde de club opnieuw in de Série C. In 2000 werd er door onenigheden met de clubs opnieuw een alternatieve competitie georganiseerd, de Copa João Havelange. Bangu werd in de gele groep ingedeeld en bereikte de tweede ronde, waar ze wonnen van São Raimundo. In de kwartfinale werden ze uitgeschakeld door Paraná. Tot 2003 speelde de club, zonder veel succes, in de Série C. Sindsdien komt Bangu niet meer uit op nationaal niveau. In 2003 en 2004 speelde de club in de Copa do Brasil en werd telkens in de eerste ronde uitgeschakeld door respectievelijk Gama en Tupi.

## Erelijst
- Campeonato Carioca

1933, 1966
- Campeonato Carioca Série B

1911, 1914, 2008
- International Soccer League

1960
- Korea Cup

1984
- BTV Cup

2015

## Bekende ex-spelers
- Aladim
- Arturzinho
- Paulo Borges
- Ademir da Guia
- Domingos da Guia
- Ladislau da Guia
- Nívio Gabrich